# Emilio Porset
Emilio Porset y Martínez (c. 1874-1922) fue un pintor, ilustrador y cartelista español.

## Biografía

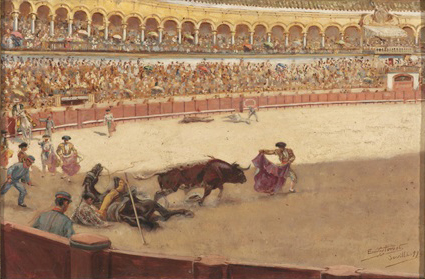
Escena taurina (1899)

Porset, un pintor especializado en la temática taurina, colaboró en diversas revistas taurinas y semanarios ilustrados de carácter más general. En el momento de su muerte estaba considerado uno de los pintores taurinos más renombrados, junto a otros nombres como los de Marcelino de Unceta, Alaminos, Daniel Perea, Roberto Domingo, Alcázar, Durá y Ruano Llopis, entre otros. Falleció el 4 de enero de 1922 en su residencia del número 33 de la madrileña calle de Monteleón, a la edad de cuarenta y ocho años.